# گادژیمراد آنتیگولف
گادژیمراد آنتیگولف (انگلیسی: Gadzhimurad Antigulov؛ زادهٔ ۱ ژانویهٔ ۱۹۸۷) ورزشکار هنرهای رزمی ترکیبی اهل روسیه است. وی از سال ۲۰۰۹ میلادی تاکنون مشغول فعالیت بوده‌است.